# Rikard Bergh
Rikard Bergh, né le 14 juin 1966 à Örebro, est un ancien joueur suédois de tennis.

## Palmarès

### Titres en double messieurs
| No | Date       | Nom et lieu du tournoi                          | Catégorie    | Dotation  | Surface      | Partenaire       | Finalistes                          | Score         |  |
| -- | ---------- | ----------------------------------------------- | ------------ | --------- | ------------ | ---------------- | ----------------------------------- | ------------- |  |
| 1  | 13-06-1988 | Athens International Athènes                    |              | 93 400 $  | Terre (ext.) | Per Henricsson   | Pablo Arraya Karel Nováček          | 6-4, 7-5      |  |
| 2  | 09-07-1990 | Swedish Open Båstad                             | World Series | 225 000 $ | Terre (ext.) | Ronnie Båthman   | Jan Gunnarsson Udo Riglewski        | 6-1, 6-4      |  |
| 3  | 15-04-1991 | Philips Open Nice                               | World Series | 225 000 $ | Terre (ext.) | Jan Gunnarsson   | Vojtěch Flégl Nicklas Utgren        | 6-4, 4-6, 6-3 |  |
| 4  | 08-07-1991 | Swedish Open Båstad                             | World Series | 225 000 $ | Terre (ext.) | Ronnie Båthman   | Magnus Gustafsson Anders Järryd     | 6-4, 6-4      |  |
| 5  | 12-04-1993 | US Men's Clay Court Championship Charlotte (NC) | World Series | 275 000 $ | Terre (ext.) | Trevor Kronemann | Javier Frana Leonardo Lavalle       | 6-1, 6-2      |  |
| 6  | 25-04-1994 | Trofeo Grupo Zeta Villa de Madrid Madrid        | World Series | 775 000 $ | Terre (ext.) | Menno Oosting    | Jean-Philippe Fleurian Jakob Hlasek | 6-3, 6-4      |  |

### Finales en double messieurs
| No | Date       | Nom et lieu du tournoi                       | Catégorie    | Dotation  | Surface         | Vainqueurs                        | Partenaire     | Score         |  |
| -- | ---------- | -------------------------------------------- | ------------ | --------- | --------------- | --------------------------------- | -------------- | ------------- |  |
| 1  | 16-10-1989 | Tournoi de tennis de Tel Aviv Tel Aviv       |              | 100 000 $ | Dur (ext.)      | Jeremy Bates Patrick Baur         | Per Henricsson | 6-1, 4-6, 6-1 |  |
| 2  | 08-10-1990 | Riklis Israel Tennis Center Classic Tel Aviv | World Series | 125 000 $ | Dur (ext.)      | Nduka Odizor Christo van Rensburg | Ronnie Båthman | 6-3, 6-4      |  |
| 3  | 04-02-1991 | Volvo San Francisco San Francisco            | World Series | 225 000 $ | Moquette (int.) | Wally Masur Jason Stoltenberg     | Ronnie Båthman | 4-6, 7-6, 6-4 |  |
| 4  | 04-11-1991 | Tournoi de tennis de Birmingham Birmingham   | World Series | 450 000 $ | Moquette (int.) | Jacco Eltingh Paul Wekesa         | Ronnie Båthman | 7-5, 7-5      |  |
| 5  | 29-07-1996 | Grolsch Open Amsterdam                       | World Series | 475 000 $ | Terre (ext.)    | Donald Johnson Francisco Montana  | Jack Waite     | 6-4, 3-6, 6-2 |  |